# HD88849
HD88849 — хімічно пекулярна зоря спектрального класу A5, що має видиму зоряну величину в смузі V приблизно  6,7.
Вона  розташована на відстані близько 304,8 світлових років від Сонця.

## Фізичні характеристики
Зоря HD88849 обертається 
порівняно повільно 
навколо своєї осі. Проєкція її екваторіальної швидкості на промінь зору становить  Vsin(i)= 29км/сек.